# An der Spitze der Apachen
An der Spitze der Apachen ist ein US-amerikanischer Western aus dem Jahr 1952 von Stuart Gilmore mit Robert Young und Janis Carter in den Hauptrollen. Der Film wurde von RKO Radio Pictures produziert.

## Handlung
Arizona, 1867. Immer mehr Siedler dringen in das Indianer-Territorium ein und verdrängen die dort lebenden Apachen. Angeführt von dem Halbblut Charlie Wolf belagern die aufgebrachten Indianer die kleine Stadt San Remo, um gegen die korrupte Indianeragentur zu protestieren, die Versorgungsgüter für die Apachen unterschlägt. Der Abenteurer Dan Craig hält sich in San Remo auf und beginnt, sich für die Angelegenheit zu interessieren. Er glaubt, dass der Marshal der Stadt, Cassidy, mit dem Leiter der Agentur, Kraemer, unter einer Decke steckt. Dan lernt die Sängerin Helen Dowling kennen, die San Remo verlassen will, um in San Francisco Karriere zu machen.
Der Aufstand der Apachen wurde durch den Hotelbesitzer Crawford provoziert, der im Indianerland Goldclaims abstecken will. Mit gesenkter Waffe tritt Wolf in Crawfords Hotel und fordert die Auslieferung Kraemers. Dan erklärt sich bereit, mit Wolf zu verhandeln. Der momentane Waffenstillstand wird durch einen Angriff Crawfords auf die Apachen beendet. Trotz des Angriffs vertraut Wolf Dan, dass er weiteres Blutvergießen verhindern will. Rauchzeichen aus dem Indianerlager verkünden jedoch die Ankunft der US-Kavallerie. Eine Schwadron unter Captain Jackson erreicht San Remo. Jackson ordnet an, dass Dan eine Nachricht an Wolf überbringen soll, in der in die Absetzung Kraemers eingewilligt wird. Die Apachen akzeptieren das Friedensangebot, doch Dan und Wolf geraten auf dem Rückweg in die Stadt in einen Hinterhalt, bei dem Dan verletzt wird. Die beiden Männer erreichen dennoch San Remo, wo Wolf auf Helen trifft und sich sofort in sie verliebt. Kraemer wird durch Dan ersetzt, der Wolf zu seinem Assistenten macht.
Die erste Versorgungslieferung unter Dans Leitung wird von Crawfords Männern abgefangen. Die Güter werden gestohlen, der Treck zerstört und etliche Indianer getötet. Als Dan Wolfs Werben um Helen mitbekommt, geraten die beiden in Streit, woraufhin Wolf San Remo verlässt. Um die Apachen von einem Rachefeldzug abzuhalten, verspricht Dan, die gestohlenen Waren zurückzuholen und die Täter vor Gericht zu stellen. Als Wolfs Schwester Nah-Lin ermordet aufgefunden wird, spitzt sich die Lage zu. Russell, einer von Crawfords Männern, steht unter Mordverdacht und wird festgenommen. Um eine Auslieferung an die Apachen und damit einem entsetzlichen Tod am Marterpfahl zu entgehen, bezichtigt Russell Crawford des Mordes an Nah-Lin. Crawford tötet Russell und flüchtet. Dan nimmt die Verfolgung auf, kann Crawford stellen und töten. Er bringt Crawfords Leiche in das Lager der Apachen, die nun den Mord an Wolfs Schwester als gerächt ansehen. Die Indianer schließen Frieden, Dan und Wolf sprechen sich aus. Wolf kehrt zu den Apachen zurück, um ihnen den Weg der Weißen näher zu bringen.

## Produktion

### Hintergrund
Gedreht wurde der Film von Anfang März bis Anfang April 1951 auf der RKO Encino Ranch in Encino. Außenaufnahmen entstanden in Arizona, u. a. in Flagstaff und Sedona sowie im Coconino National Forest. Zusätzliche Aufnahmen wurden Ende Oktober 1951 nachgefilmt.
Im April 1950 wurde bekannt gegeben, dass der Autor der Originalstory Robert Hardy Andrews das Drehbuch für den Film schreiben und diesen auch produzieren sollte.
Produktionsunterlagen und Pressemeldungen weisen darauf hin, dass Edward Ludwig der eigentliche Regisseur des Films war, mit Irving Starr als Produzenten. Filmcredits erhielten jedoch nur Stuart Gilmore für die Regie und Herman Schlom als Produzent. Es wird angenommen, dass Gilmore der Regisseur des Nachdrehs im Oktober war.
Während der Dreharbeiten brach Robert Young wegen einer Infektion zusammen und musste drei Tage im Krankenhaus verbringen.

### Stab
Ralph Berger und Albert S. D’Agostino oblag die künstlerische Leitung. Darrell Silvera und William Stevens waren für das Szenenbild zuständig. Verantwortliche Toningenieure waren John L. Cass, Clem Portman und Kenneth C. Wesson. Musikalischer Direktor war Constantin Bakaleinikoff.

### Besetzung
In kleinen nicht im Abspann erwähnten Nebenrollen traten Franklyn Farnum und Jay Silverheels auf.
Für Janis Carter war es die letzte Rolle in einem Kinofilm.

## Synchronisation
Die deutsche Synchronfassung entstand im Auftrag der ‘’Simoton Film GmbH’’ in Berlin.
| Rolle           | Schauspieler   | Deutscher Synchronsprecher |
| --------------- | -------------- | -------------------------- |
| Dan Craig       | Robert Young   | Heinz Engelmann            |
| Helen Dowling   | Janis Carter   | Marion Degler              |
| Charlie Wolfe   | Jack Buetel    | Klaus Schwarzkopf          |
| Marshal Cassidy | Barton MacLane | Robert Klupp               |
| Frank Crawford  | Reed Hadley    | Siegfried Schürenberg      |
| Sands           | Frank Wilcox   | Wolf Martini               |
| Nah-Lin         | Judy Walsh     | Margot Leonard             |

## Veröffentlichung
Die Premiere des Films fand am 4. Mai 1952 statt. In der Bundesrepublik Deutschland kam er am 27. März 1953 in die Kinos, in Österreich 1954.

## Kritiken
Der Filmkritiken-Aggregator Rotten Tomatoes hat in einer Auswertung ein Publikumsergebnis von 20 Prozent positiver Bewertungen ermittelt.
Das Lexikon des internationalen Films schrieb: „B-Western nach geläufigem Schema.“
Die Filmzeitschrift Cinema befand: „Lächerlich: Die Wortbeiträge von „Geächtet“-Star Jack Buetel sind auf stereotype „Ughs“ reduziert. Fazit: Das Drehbuch ist weniger spitze.“
Der Kritiker des TV Guide sah einen Film, der von Beginn an vieles falsch mache. Das Drehbuch sei überlang und vorhersehbar. Die Indianer seien sehr klischeehaft gezeichnet. Hadley passt einfach nicht in die Rolle eines Betrügers und Young sei unglaubwürdig. Die Kameraarbeit sei adäquat, doch die Farbgebung sei nicht so effektiv, wie sie sein könnte.